# IC 1812
IC 1812 — галактика типу E (еліптична галактика) у сузір'ї Ерідан.
Цей об'єкт міститься в оригінальній редакції індексного каталогу.